# خودبین
عُجب یا خودپسندی (به انگلیسی: Vanity) به معنای باور افراطی به توانایی‌ها یا جذابیت‌های خود در مقایسه با دیگران است. پیش از قرن چهاردهم میلادی، این واژه چنین بار معنایی خودشیفتگی‌ای نداشت و صرفاً به معنای «بطلان» یا «بی‌ثمری» بود. اصطلاح مرتبط «لافِ بی‌محتوا» (Vainglory) که امروزه اغلب به عنوان مترادفی کهن برای «خودبینی» دیده می‌شود، در اصل به معنای «چنین پنداشتن که توانایی‌های خود شخص کافی است و کمک خداوند لازم نیست» بود؛ به عبارت دیگر، لافِ زنی نابجا. اگرچه امروزه «شکوه» (glory) عمدتاً معنایی مثبت دارد،[نیازمند منبع] واژه لاتینِ مبدأ آن، یعنی «گلوریا» (gloria)، تقریباً به معنای «لاف‌زنی» بود و اغلب به عنوان نقدی منفی به کار می‌رفت.

## در اسلام
عجب به معنای بزرگ پنداشتن خویش به دلیل کمالی که فرد در خود می‌بیند صرف نظر از اینکه کمال را داشته باشد یا خیر. در عجب شخص همه‌ی کمالات و دستاوردهای خو‌یش را از جانب خود می‌داند نه از جانب خدا. عجب معنایی نزدیک با تکبر دارد با این تفاوت که در شکل‌گیری عجب، انسان خود را با دیگران مقایسه‌ نمی‌کند ولی در تکبر، انسان خود را از دیگران برتر و بالاتر می‌داند.

## نمادگرایی
خودپسندی بود که نخستین بار انسان را از روح، «روح کلی the Universal Spirit»، «فیض الهی Divine grace» فضل الهی جدا کرد.
در داستان‌های اساطیری آمده روزگاری انسان می‌توانست از میان آینه آمد و شد کند. اما در ترفندی جادویی محبوس آینهٔ خود شد.
و همچون یک رؤیا وظیفهٔ پر ملال تکرار اعمال «خود» را به عهده گرفت
غرق تصویر خویش 

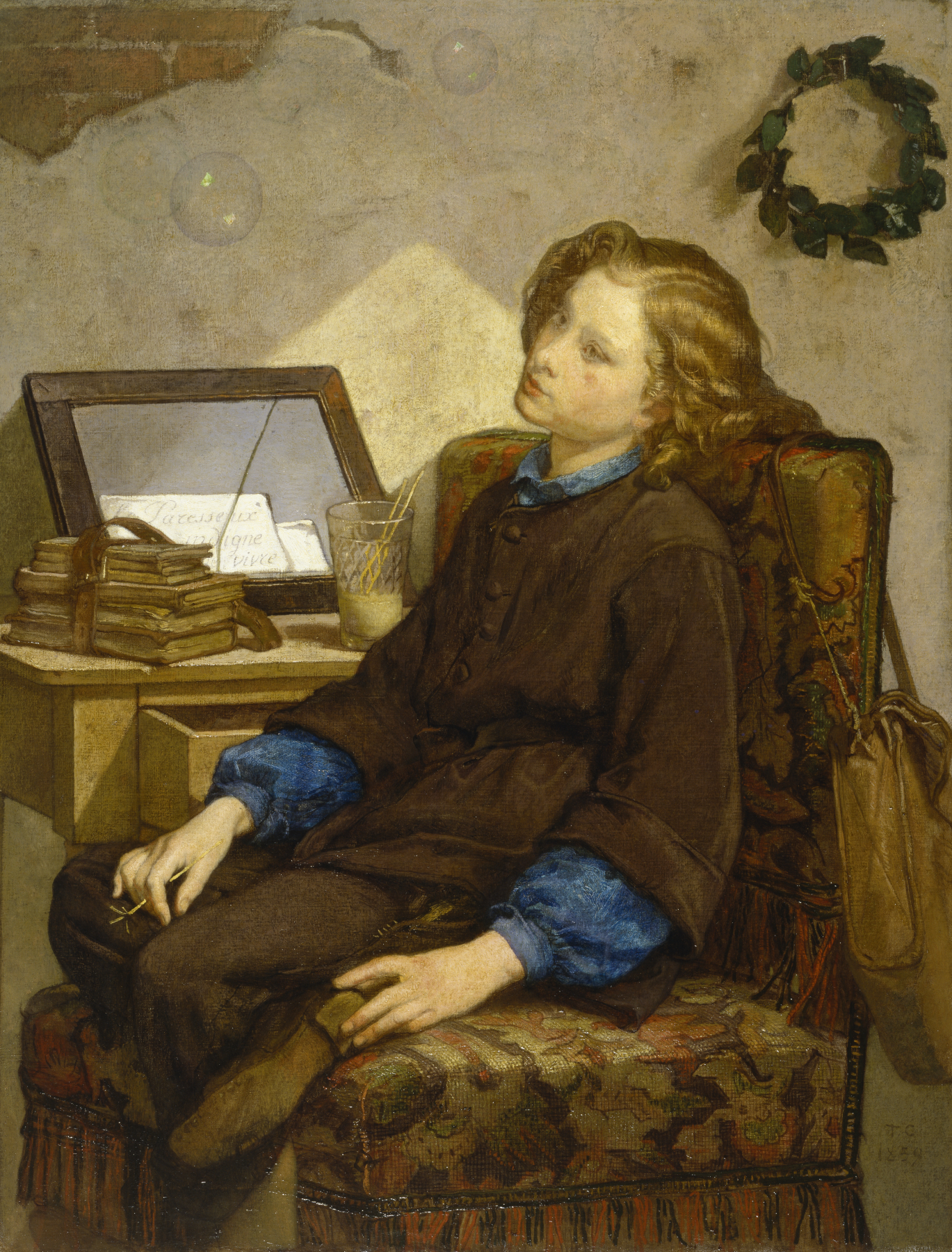
در این نقاشی "Daydreams" اثر توما کوتور، رذیلت غرور از طریق پسری در حال دمیدن حباب ها نشان داده شده است.موزه هنر والترز.

خودپسندی به منزله نیروی تولید شده در اثر تصویر خویش است. انسانی که غرق در تصویر خویش، باشد. از آنجا که امیدی ندارد زمانی بتواند به سر منشأ چیزها باز گردد، در وجود خویشتن در طلب تسلی و آرامش است. و با این کار قصد دارد تصویر خود را جاودان سازد.
هیچ امیدی نیست که انسان غرق در تصویر خویش، به سر منشأ چیزها بازگردد، تعقل قلب انسان را از خود بینی و همراه ملازمش یعنی خود بزرگ بینی دور می‌کند.
لایه زیرین نقاب خود بزرگ بینی، ترحم و دلسوزی به حال خود است که تغییر شکل داده.
بزرگان معرفتی دو برخورد داشته‌اند:
1. شفقت با عامه.
2. در طلب معرفت عدم دلسوزی به حال خود.[۶]